# Сыма Чэнчжэнь

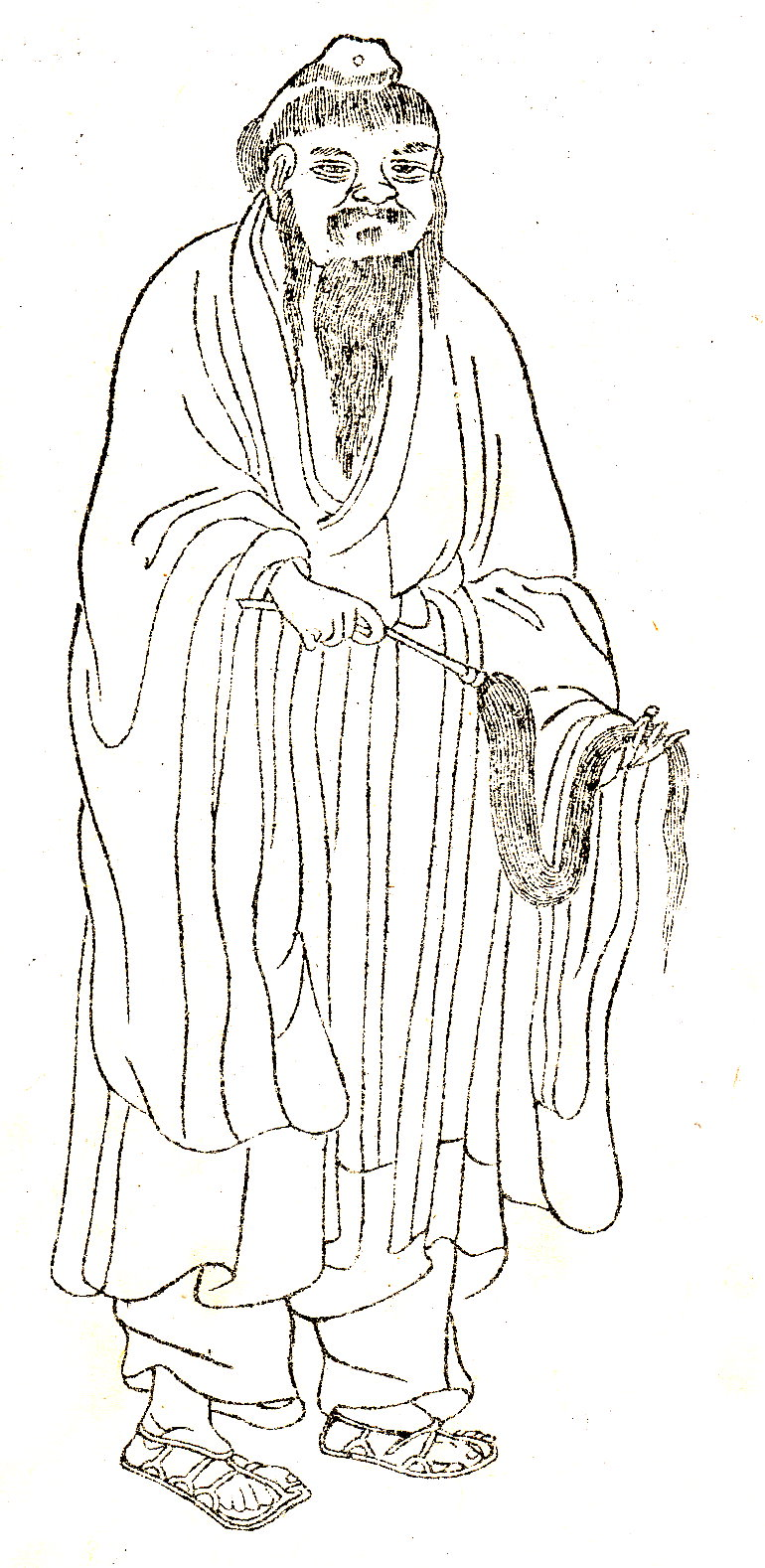
Сыма Чэнчжэнь

Сыма Чэнчжэнь (кит. трад. 司馬承禎, упр. 司马承祯, пиньинь Sīmǎ Chéngzhēn, 647 — 735) — двенадцатый даосский патриарх школы Шанцин, также знаменитый поэт, художник и каллиграф.
Родом из боковой ветви императорской династии Сыма  царства Цзинь (265—420)  . Родился в провинции Хэнань, предпочёл однако даосизм и проходил обучение даосским практикам в монастыре на горе Суншань, его учителем был Пань Шичжэнь.. Достиг успехов в искусствах, писал стихи, рисовал картины, занимался каллиграфией . Дружил с поэтами Ли Бо и Ван Вэем. Оставил 15 сочинений в области даосской космологии, медицины, практики достижения бессмертия, медитации и внутренней алхимии .
В отличие от большинства даосов, не избегал двора и политики, служил при дворе императрицы У Цзэтянь, императоров Жуй-цзуна и Сюань-цзуна, заботясь об укреплении позиции даосизма как официальной религии государства. Одна из дочерей императора Жуй-цзуна стала его ученицей, и для неё император построил монастырь на горе Тяньтайшань.
Наиболее известное его сочинение — трактат Цзованьлунь (см. перевод В.В. Малявина "О пребывании в забытьи"), в котором сформулированы "Семь шагов к Дао", как практическое наставление по медитации.
Сыма Чэнчжэню посвящено немало литературы — биографий, поэтических посвящений, включая разделы буддийского канона.